# Gus Van Sant
Gus Green Van Sant, Jr. (n. 24 iulie 1952, Kentucky, SUA) este un regizor, scenarist, fotograf și muzician american.

## Biografie
Van Sant s-a născut în Louisville, Kentucky, părinții săi fiind Betty (născută Seay) și Gus Green Van Sant, Sr; Tatăl lui Gus a fost  producător de îmbrăcăminte care călătorea în mod regulat ca agent de vânzări. Familia paternă este de origine parțial olandeză; numele "Van Sant" derivă de la numele olandez "Van Zandt". Primul Van Zandt a ajuns în New Netherland la începutul secolului al XVII-lea, în zona a ceea ce este astăzi New York City. În anul 1970 se înscrie la Școala de Design Rhode Island. Van Sant este absolvent al Liceului Darien din Darien, Connecticut și al Școlii Catlin Gabel din Portland, Oregon.

## Activitatea artistică
Mala Noche, primul film, apare în anul 1985 și este un succes de critică. Opera de început a lui Gus Van Sant a fost dedicată unor portrete subculturale ușor bizare. Primul său film experimental a fost Dragoste și moarte în Idaho, (My Own private Idaho, 1991). În 1992 regizează videoclipul Under The Bridge cu Red Hot Chili Peppers. Filmul Bunul Will Hunting (Good Will Hunting, 1997), a fost un succes de casă, câștigă 220 de milioane de dolari în lumea întreagă. Filmele ulterioare au cadre mai lungi, mai puțină narațiune, reprezentând un tribut pentru idoli precum Bela Tarr și Alan Clarke. În anul 2003 revine la filmele independente cu Elefant (Elephant). Câștigă două premii la Cannes.